# گمینا سوسنووکا
گمینا سوسنووکا (به لهستانی:  Gmina Sosnówka) یک گمینا در لهستان است که در شهرستان بیاوا پودلاسکا واقع شده‌است. گمینا سوسنووکا ۱۴۸٫۴۳ کیلومتر مربع مساحت و ۲٬۵۳۲ نفر جمعیت دارد.